# Herman Jan van den Brink
Herman Jan van den Brink (Rotterdam, 14 mei 1816 - Den Haag, 17 mei 1883) was een Nederlands architect.

## Levensloop
Van den Brink was afkomstig uit Rotterdam. Oorspronkelijk was hij actief als wijnkoper en hield zich slechts als hobby bezig met architectuur. Hij ontwierp zo plannen voor de verbouwing van zijn eigen woning en voor een pastorie van een bevriende pastoor. Na het herstel van de bisschoppelijke hiërarchie in 1853 profiteerde Van den Brink van de snel toenemende vraag naar kerken en andere kerkelijke gebouwen. Zo maakte hij voor aartsbisschop Zwijsen een ontwerp voor het Groot-seminarie Rijsenburg. Zwijsen keurde het ontwerp goed en het seminarie werd gebouwd. Hierop kreeg Van den Brink nog veel meer opdrachten uit de katholieke hoek voor de bouw van kerken, scholen en andere instellingen. In 1859 werd hij benoemd tot hofarchitect van het aartsbisdom Utrecht. Tussen 1860 en 1861 restaureerde hij de Sint-Catharinakathedraal in Utrecht. De Sint-Eusebiuskerk die hij in 1864 in Arnhem bouwde gold als zijn belangrijkste werk. Hij kreeg echter ook profane opdrachten. Zo ontwierp hij het brandspuithuis voor de gemeente Rijsenburg, enkele buitenplaatsen, herenhuizen en verbouwde hij het Kasteel Moersbergen in Doorn.
Van den Brink werkte aanvankelijk in neoclassicistische stijl maar vermengde die bij het ontwerp voor het seminarie van Rijnsburg met invloeden uit het romaans en de gotiek. Bij zijn kerken gebruikte hij vooral invloeden uit de gotiek. Hij was een wat late maar typische representant van de stukadoorsgotiek, een vroege neogotische stijl waarin vormen uit de gotiek werden gebruikt zonder veel begrip van de gotische constructie. Illustratief voor dit gebrek aan deskundigheid is zijn restauratie van de Sint-Catharinakerk in Utrecht, een voorbeeld van Brabantse gotiek, die hij aan de binnenkant verbouwde tot een imitatie van een 13e-eeuwse Franse kathedraal. Na de oprichting van het St. Bernulphusgilde in 1869 werd Van den Brinks rol als vooraanstaande kerkenarchitect in het Aartsbisdom Utrecht steeds meer overgenomen door Alfred Tepe. Veel van zijn bouwwerken zijn inmiddels afgebroken.

## Lijst van bouwwerken
- De lijst is niet compleet

| Bouw      | Naam                                                      | Plaats               | Bijzonderheden                                                                                  | Afbeelding |
| --------- | --------------------------------------------------------- | -------------------- | ----------------------------------------------------------------------------------------------- | ---------- |
| 1856-1857 | Groot-seminarie Rijsenburg                                | Driebergen           | Afgebroken in 1984                                                                              |            |
| 1857      | OLV Ten-Hemelopnemingkerk                                 | De Meern - Oudenrijn | Als kerk buiten gebruik in 1941. Tegenwoordig kunstenaarswerkplaats de Metaal Kathedraal        |            |
| 1860-1861 | Sint-Catharinakathedraal                                  | Utrecht              | Restauratie                                                                                     |            |
| 1861      | Begraafplaats                                             | Driebergen           | Poortgebouw                                                                                     |            |
| 1862-1865 | Kasteel Stoutenburg                                       | Leusden              | Volledige herbouw (kort na 1874 afgebroken)                                                     |            |
| 1863-1864 | St. Jacobus de Meerderekerk                               | Enschede             | Afgebroken 1934                                                                                 |            |
| 1863      | St. Johannes de Doperkerk                                 | Montfoort            | Afgebroken 1923                                                                                 |            |
| 1863-1864 | De Star                                                   | Amsterdam            | Vergroting met koor, doopkapel en portaalvoorbouw. Op één muur na afgebroken 1955               |            |
| 1864      | Grafkapel                                                 | Schalkwijk           | Rijksmonument                                                                                   |            |
| 1864-1865 | Begraafplaats St. Laurentius                              | Rotterdam            | Arcade en kapel (afgebroken in 1963)                                                            |            |
| 1864-1865 | Kleine Sint-Eusebiuskerk                                  | Arnhem               | Afgebroken in 1990                                                                              |            |
| 1865      | Villa De Brink                                            | Driebergen           | Privéwoning H.J. van den Brink                                                                  |            |
| 1866      | Kasteel Moersbergen                                       | Doorn                |                                                                                                 |            |
| 1867-1868 | St. Jan de Doperkerk                                      | Uithoorn             |                                                                                                 |            |
| 1868      | St. Bavokerk                                              | Oud Ade              |                                                                                                 |            |
| 1868      | St. Willibrorduskerk                                      | Heiloo               | Afgebroken in 1925                                                                              |            |
| 1868-1869 | Tabaks- en sigarenhuis De Rijnstroom, hoek Dam/Beurssteeg | Amsterdam            | Afgebroken in 1914                                                                              |            |
| 1868-1869 | St. Maria Magdalenakerk                                   | Wormer               |                                                                                                 |            |
| 1870      | St. Pancratiuskerk                                        | Sassenheim           | Afgebroken 1928                                                                                 |            |
| 1870-1872 | Groote Club, hoek Dam/Paleisstraat                        | Amsterdam            | Afgebroken ca. 1910                                                                             |            |
| 1871      | St. Martinuskerk                                          | Hillegom             | Kerk volledig vernieuwd en vergroot in 1926, toren en schip zijn geïntegreerd in de nieuwe kerk |            |
| 1871      | St. Adrianuskerk                                          | Naaldwijk            | Afgebroken in 1935                                                                              |            |
| 1872      | Buitenplaats Nieuw Sterkenburg (Beukenrode)               | Doorn                |                                                                                                 |            |
| 1872      | Villa Gelria                                              | Groningen            |                                                                                                 |            |
| 1874      | Badkapel                                                  | Scheveningen         | Afgebroken ca. 1915                                                                             |            |
| Ca. 1875  | Herenhuizen Parklaan 1 en 3                               | Rotterdam            |                                                                                                 |            |
| 1875      | Herenhuis Koninginnegracht 49                             | Den Haag             |                                                                                                 |            |